# Voivodinț, Banatul de Sud

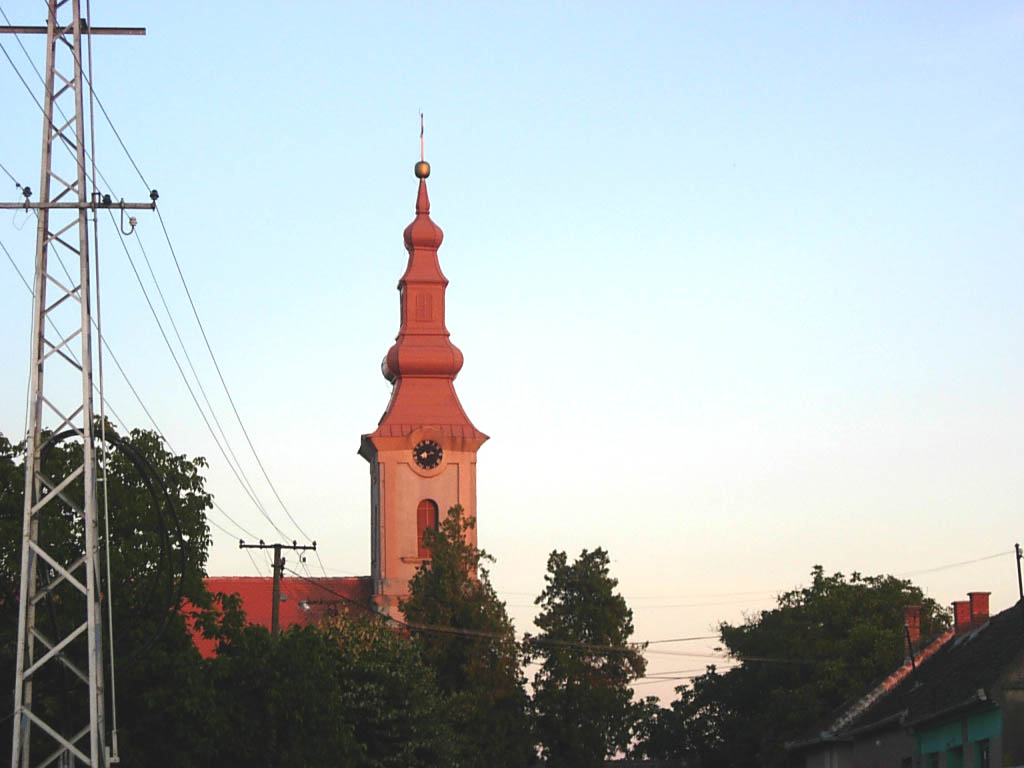
Biserica ortodoxă română din Voivodinţ

Voivodinț (în sârbă Vojvodinci, cu alfabetul chirilic: Војводинци, în maghiară Vajdalak, în germană Wojwodintz) este o localitate în Districtul Banatul de Sud, Voivodina, Serbia. Administrativ, localitatea face parte din comuna Vârșeț și are o populație de 417 locuitori (2002), majoritatea fiind de etnie română. 

## Legături externe

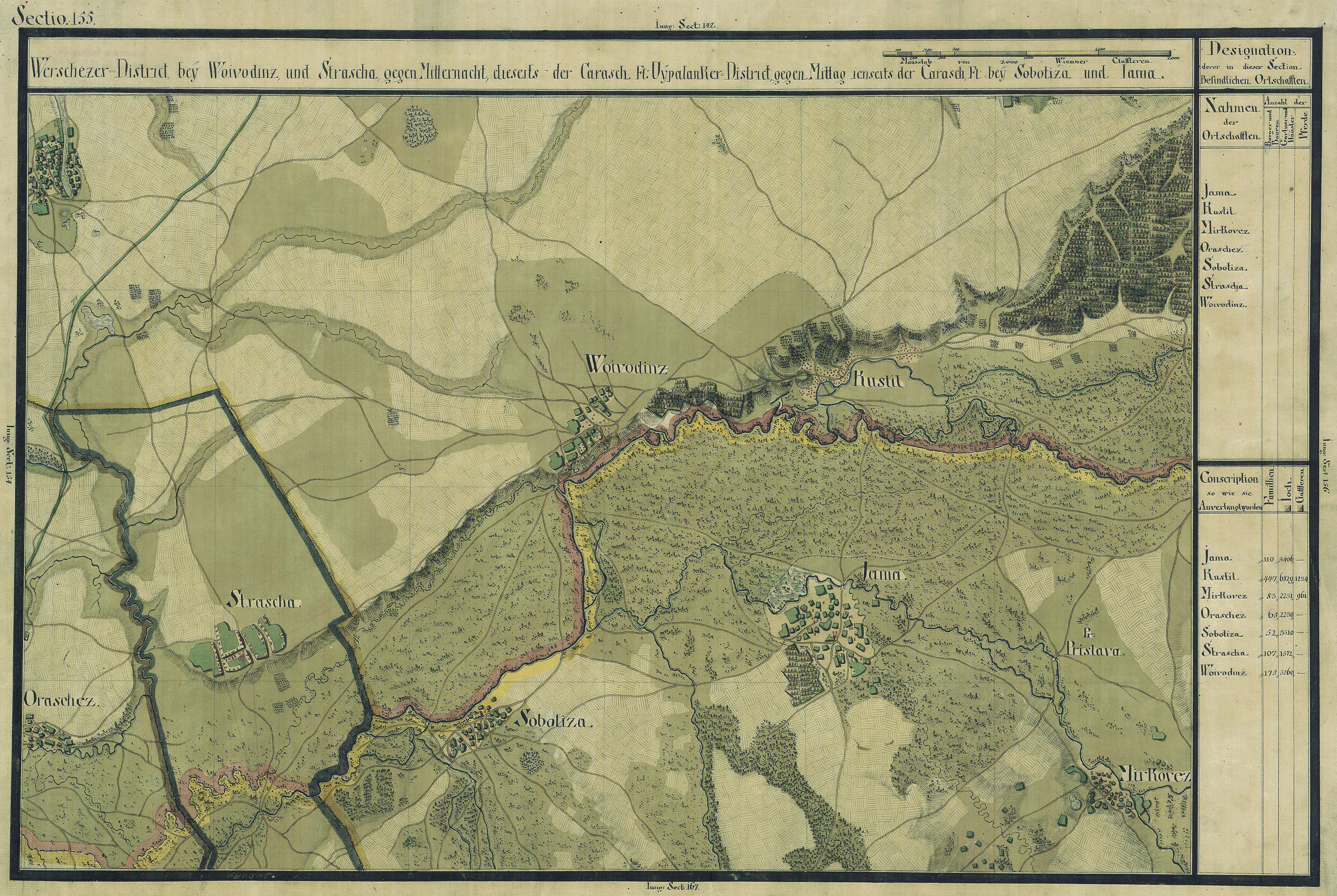
Voivodinţ în Harta Iosefină a Banatului, 1769-72